# Nambashag
Nambashag es un género extinto de un cormorán primitivo del Oligoceno tardío y el Mioceno temprano (entre hace 26 a 24 millones de años) hallado en depósitos fósiles del sur de Australia. El género fue nombrado por Trevor H. Worthy en el año 2011 y la especie tipo es Nambashag billerooensis. Worthy también nombró a una segunda especie, N. microglaucus. La especie tipo es conocida de 30 especímenes mientras que N. microglaucus es conocido de 14 especímenes. Los ejemplares descubiertos de Nambashag fueron recolectados en las formaciones Etadunna y Namba en las cuencas del lago Eyre y el lago Frome.